# IC 4789
IC 4789 је спирална галаксија у сазвјежђу Паун која се налази на листи објеката дубоког неба у Индекс каталогу.
Деклинација објекта је - 68° 34' 2" а ректасцензија 18h 56m 18,4s. Привидна величина (магнитуда) објекта IC 4789 износи 13,3 а фотографска магнитуда 14,0. Налази се на удаљености од 47,563 милиона парсека од Сунца. IC 4789 је још познат и под ознакама ESO 72-5, AM 1851-683, IRAS 18509-6838, PGC 62582.